# رزیدنت ایول روستا
رزیدنت ایول روستا (به انگلیسی: Resident Evil Village) یک بازی ویدئویی در سبک ترس و بقا است که توسط شرکت کپ‌کام ساخته و منتشر شده است. این بازی دهمین نسخه اصلی از مجموعه بازی‌های رزیدنت ایول به‌شمار می‌رود و مستقیماً دنبالهٔ رزیدنت ایول ۷: بایوهازارد است. بازی داستان ایتن وینترز به تصویر می‌کشد که پس از برخورد سرنوشت‌ساز با کریس ردفیلد، در تلاش برای یافتن دختر ربوده‌شده‌اش، خود را در دهکده‌ای پر از موجودات جهش‌یافته می‌یابد. در حالی که روستا عناصر اصلی ترس را در این مجموعه حفظ می‌کند، اما سبک گیم‌پلی اکشن‌گرا تری را در مقایسه با نسخهٔ قبلی خود در پیش می‌گیرد.
رزیدنت ایول روستا همچنین شامل بخش چندنفره آنلاین است. این بازی در رویداد پلی‌استیشن ۵ در ژوئن ۲۰۲۰ معرفی و اعلام شد و در ۷ مه ۲۰۲۱ برای مایکروسافت ویندوز، پلی‌استیشن ۴، پلی‌استیشن ۵، ایکس‌باکس وان، ایکس‌باکس سری اکس و سری اس، گوگل استادیا و آی‌اواس عرضه شد. نسخه‌های مک‌اواس و نسخه ابری کنسول نینتندو سوئیچ نیز در اکتبر ۲۰۲۲ در دسترس قرار گرفتند. این بازی به‌طور کلی نظرات مثبتی از منتقدان دریافت کرده است که برای داشتن روندبازی، تنظیمات و تنوع آن مورد تحسین قرار گرفت اما منتقدان نسبت به معماهای بازی، مبارزات با غول آخرها، و عملکرد بازی در نسخهٔ مایکروسافت ویندوز انتقاداتی داشتند. رزیدنت ایول روستا برندهٔ جوایز پایان سال از جمله بهترین بازی سال در مراسم جوایز گلدن جوی‌استیک را بدست آورد.

## گیم‌پلی
رزیدنت ایول روستا مانند رزیدنت ایول ۷ (۲۰۱۷) از دیدگاه اول شخص است. این بازی در یک روستا در رومانی واقع شده است. سیستم مدیریت موجودی بازی مشابه رزیدنت ایول ۴ (۲۰۰۵) است که دارای یک کیف است. بازیکنان می‌توانند اسلحه و آیتم‌ها را از یک تاجر به نام دوک خریداری کنند. بازیکنان همچنین می‌توانند حیوانات خاصی را در روستا شکار کنند و آنها را توسط دوک در ظرف‌های پخته شده بپزند و خوردن غذاهای گفته‌شده به بازیکن امکان می‌دهد مزایایی مانند کاهش آسیب وارد شده در هنگام بلاک شدن را بدست آورند. همچنین بازیکنان می‌توانند از دوک انواع سلاح‌ها، تجهیزات سلاح مانند تیر و خشاب و… و ارتقای سلاح‌هایشان را خریداری کنند. برای بدست آوردن پول و خرید تجهیزات و غذا و ارتقاها، درون بازی یک سری آیتم‌هایی به شما می‌دهد که قابلیت فروش به دوک و خریداری
تجهیزات را به شما می‌دهد. گاهی آیتم‌ها گران‌قیمت و گاهی ارزان قیمت هستند. این آیتم‌ها شامل الماس‌ها، خاکستر غول‌های بازی، مجسمه‌ها و حتی سلاح‌ها هستند.
رزیدنت ایول روستا شامل یک بازی مولتی‌پلیر آنلاین شش نفره با عنوان Resident Evil RE:Verse است.

## داستان
رزیدنت ایول روستا سه سال پس از وقایع رزیدنت ایول ۷ واقع شده است. ایتن وینترز قهرمان اصلی داستان بازی است. ایتن با همسرش میا و دختر تازه متولدشده‌اش به نام رز زندگی می‌کرده است که ناگهان کریس ردفیلد و افرادش ظاهر می‌شوند، همسرش را با خونسردی می‌کشند و او و دختر بچه‌اش را می‌ربایند و با توجه به واحد پولی مورد استفاده و نام کاراکترها، آنها را به روستای مرموز اروپا واقع در ترانسیلوانی، رومانی می‌برند. ایتن برای نجات رز مجبور به سپری کردن در روستا است. این روستا توسط چهار ارباب جهش یافته مختلف اداره می‌شود و هرکدام نیروهای خود را از سنگرهای درون روستا کنترل می‌کنند. لیدی آلسینا دیمیترسکو، یک زن آریستوکراسی، خون‌آشام مانند و قد بلند، به همراه سه دخترش و دیگران در قلعه دیمیترسکو اقامت دارند.
ایتن در کنار کامیونی که سوارش بود و دچار تصادف شده بود بیدار می‌شود و در روستایی ترسناک با موجوداتی شبیه گرگینه‌ها معروف به لیکانیان مواجه می‌شود. ایتن نمی‌تواند ساکنین روستا را نجات دهد و اسیر شده و به پیش مادر میراندا کشیش روستا و اربابانش آلچینا دیمیترسکو، دونا بنویینتو، سالواتوره مورو و کارل هایزنبرگ برده می‌شود. ایتن از تلهٔ مرگ ساخته شده توسط هایزنبرگ جان سالم به درمی‌برد و با کمک یک تاجر محلی مرموز معروف به دوک، به قلعهٔ بانو دیمیترسکو می‌رود تا رزماری را پیدا کند. ایتن دیمیترسکو و دخترانش را از بین می‌برد و یک فلاسک حاوی سر رزماری پیدا می‌کند. دوک توضیح می‌دهد که میراندا اعضای بدن رزماری را در چهار فلاسک مختلف برای به‌جا آوردن یک نوع مراسم آیینی قرار داده است و اگر ایتن فلاسک‌های دیگر را که در دست باقی اربابان است را بدست بیاورد، می‌تواند رزماری را دوباره احیا کند.
ایتن پس از کشتن بنویینتو و مورو و بدست آوردن فلاسک‌هایشان، متوجه می‌شود که افراد کریس نیز در روستا هستند. ایتن پس از بدست آوردن فلاسک هایزنبرگ، به کارخانهٔ او دعوت می‌شود و هایزنبرگ به او پیشنهاد می‌دهد تا میراندا را با کمک همدیگر شکست دهند. وقتی ایتن متوجه می‌شود که هایزنبرگ قصد دارد تا از رزماری به‌عنوان سلاحی برای از بین بردن میراندا استفاده کند، پیشنهاد او را رد کرده و فرار می‌کند. ایتن با کریس روبرو می‌شود و به‌خاطر کشتن میا با او درگیر می‌شود، اما متوجه می‌شود که کریس در واقع میراندا را که به شکل میا درآمده بود کشته بود. کریس فاش می‌کند که میراندا دارای قدرت دگرپیکری بوده و در تلاش برای ربودن رزماری بود. کریس کارخانه هایزنبرگ را تخریب می‌کند و در این حین ایتن از یک نوع تانک برای شکست دادن هایزنبرگ استفاده می‌کند. میراندا با ایتن روبرو می‌شود و بعد از بازگو کردن نقشه‌هایی که برای تصاحب رزماری در سر دارد، ایتن را می‌کشد.
کریس که شاهد مرگ ایتان است، هنگامی‌که نیروهای ضربتی ائتلاف بازرسی امنیت بیوتروریسم (BSAA) حواس میراندا را پرت می‌کنند، گروهش را برای نجات رزماری به درون روستا هدایت می‌کند. کریس وارد غاری در زیر روستا می‌شود و مگامایسیت (یک نوع ریشه قارچی) که منبع قارچ است را کشف می‌کند. او یک بمب در مگامایسیت کار می‌گذارد و آزمایشگاه میراندا را پیدا می‌کند و متوجه می‌شود که او بعد از تماس با مگامایست به‌مدت یک قرن است که زنده است و در اصل او مربی اوزول ای اسپنسر بنیانگذار شرکت آمبرلا بوده است و اوزول از دانش او برای کشف ویروس تی استفاده کرده است. میراندا برای زنده کردن دخترش اوا که به آنفلوانزای اسپانیایی مبتلا شده بود، روی قارچ آزمایش‌هایی را انجام داد و چهار ارباب روستا، لیکان‌ها و ایولین درواقع نتایج شکست‌خوردهٔ این آزمایش‌ها بودند. میراندا رزماری را به‌دلیل قدرت‌های استثنایی که از اتان و میا به ارث برده بود، به‌عنوان میزبانی مناسب انتخاب کرد. کریس میا را نجات می‌دهد و وقتی میا از قدرت‌های ویژهٔ ایتن به او می‌گوید، متوجه می‌شود که او هنوز زنده است.
ایتن در برزخ با ایولین روبرو می‌شود و ایولین به او می‌گوید در اولین برخورد با جک بیکر در دولوی کشته شده بود، اما توسط قدرت حیات بخش قارچ ایولین، دوباره زنده شده است. دوک ایتن را به محل مراسم آیینی که میراندا در حال احیای اوا است می‌برد، اما فقط موفق به احیای رزماری می‌شود. ایتن قبل از اینکه مگامایسیت از درون زمین پدیدار شود، میراندا را می‌کشد. ایتن که قدرت حیات بخش بدنش رو به پایان است، با فدا کردن خود، بمب کار گذاشته شده درون مگامایسیت را منفجر می‌کند. در این حین کریس، میا و رزماری را به مکانی امن منتقل می‌کند. کریس متوجه می‌شود که سربازان BSAA که به روستا اعزام شده بودند، در واقع سلاح‌هایی بیولوژیکی بودند و به تیم خود دستور می‌دهد تا به مقر BSAA در اروپا بروند.
در صحنهٔ پس از تیتراژ، رزماری که اکنون نوجوان شده به دیدن قبر ایتن می‌رود. او سپس برای انجام مأموریتی برای یک سازمان ناشناس فراخوانده می‌شود. در حالی که او و بادیگاردش دور می‌شوند، یک شخص ناشناس (که به‌نظر می‌رسد ایتن است) به ماشین آن‌ها نزدیک می‌شود.

#### محتوای قابل دانلود: Shadows of Rose
در این بخش رز نوجوان که قدرت‌های خاص دارد و نمی‌تواند زندگی عادی داشته باشد، به دنبال راهی است که قدرتش را از بین ببرد. یکی از سربازان جوخه کریس ردفیلد به او می‌گوید تحقیقات میراندا دو مورد را نشان داده که هنوز کاملاً تأیید نشده‌اند، اولی حافظه دار بودن قارچ‌های مگامایست است و دومی کریستالی که قارچ را از بین برده و در نتیجه قدرتش را از بین می‌برد. اما رز برای به دست آوردن کریستال باید به «خودآگاه» یا consciousness مگامیست برود.
در بخش اول، رز به قلعه دمیترسک می‌رود که اکنون دوک تاجر، اما این بار بدجنس و شرور، در آن زندگی می‌کند و زامبی‌ها را به دنبال کپی‌های رز می‌فرستد. وقتی دوک متوجه حضور رز می‌شود تلاش می‌کند با احضار زامبی‌ها جلوی رز را بگیرد. اما رز با کمک موجود نامرئی مرموزی که موقتاً مایکل شناخته می‌شود، موفق به شکست زامبی‌ها و حل معماهای دوک می‌شود و سه ماسکی که برای باز کردن قفل کریستال لازم دارد را به دست می‌آورد. اما دوک به رز نشان می‌دهد کریستال تقلبی است و در قلعه نیست. سپس رز را به درون میدان مبارزه‌ای می‌اندازد و زامبی‌های غول پیکری را برای کشتن رز می‌فرستد. رز با راهنمایی مایکل به سمت شکاف یک دیوار و پرش از ارتفاعی، او را به جایی عمیق‌تر در آگاهی مگامایست می‌برد.
بخش دوم در خانه Beneviento اتفاق می‌افتد، Eveline رز را به حل معما و چالش‌هایش دعوت می‌کند تا او را به سمت کریستال راهنمایی کند. او فیوز آسانسور را پنهان کرده. پس از حل معماها Eveline کلید جعبه برق را به رز می‌دهد اما Eveline در جعبه برق، تنها جای فیوز برق در اتاق خوابی را مشخص کرده. پس از این که رز فیوز اتاق خواب را برمی‌دارد، برق خانه قطع شده و مانکن‌هایی متحرک به دنبال رز می‌آیند. رز به آسانسور می‌رسد اما آسانسور از کار افتاده و پس از باز شدن آسانسور رز به اندازه عروسک‌ها کوچک شده و باید از عروسک‌هایی که به دنبال کشتن او هستند، اجتناب کند. رز این چالش را هم پشت سر می‌گذارد. مایکل که رز را گم کرده بود، او را پیدا می‌کند و او را به خانه ایتن و میا می‌برد. اما Eveline این بار خودش ظاهر می‌شود تا رز را از بین ببرد. همچنین به رز می‌گوید که کریستال اینجا هم نیست و باید به عمق‌های بیشتری سفر کند. رز با Eveline مبارزه می‌کند و او را شکست می‌دهد اما قبل از آخرین حمله Eveline، مایکل ظاهر می‌شود و برای نجات رز خود را در برابر Eveline سپر می‌کند و رز متوجه می‌شود تمام این مدت، مایکل همان ایتن بوده.
در بخش سوم رز در غاری تحقیقات میراندا را می‌خواند و متوجه می‌شود آگاهی میراندا هنوز در مگامایست به حیات خود ادامه می‌دهد و او را زیر نظر داشته. همچنین دوک ماسک به صورت بدجنس، در واقع مخلوق میراندا است. همچنین کپی‌های رز تنها با هدف یافتن میزبانی مناسب برای زنده کردن دخترش، Eva، خلق شده‌اند. رز کریستال را پیدا می‌کند. میراندا ظاهر می‌شود و به رز می‌گوید او عمداً خود را به شکل سرباز کریس درآورده و رز را به کریستال هدایت کرده تا به دست خود رز، قدرتش را از بین ببرد و او را به میزبانی برای زنده کردن Eva تبدیل کند. قبل از این که میراندا کاری انجام دهد، ایتن ظاهر شده و میراندا را مجروح می‌کند تا رز و ایتن فرصت فرار داشته باشند. اما قبل از فرار میراندا جلوی آنها را گرفته و ایتن به مبارزه با میراندا می‌پردازد و به رز می‌گوید فرار کن و زندگی معمولی‌ات را بکن. اما رز کریستال را خرد می‌کند تا قدرت‌هایش را دوباره به دست بیاورد. ایتن که تا کنون بخشی از قدرتش را به رز داده، این بار تمام قدرت باقی‌مانده‌اش را به رزماری می‌دهد. رز با میراندا مبارزه کرده و او را از پا درمی‌آورد.
پس از خداحافظی رز و ایتن، رز در آزمایشگاه از خواب بیدار شده و فیلم پایان بازی، دوباره پخش می‌شود. (رفتن رز به مزار ایتن برای تبریک تولد) اما این بار سکانس‌ها و دیالوگ‌ها، معنایی جدید دارند. از جمله این که زیردست کریس، رز را به شوخی Eveline صدا می‌زند، رز به شدت برافروخته شده و به او می‌گوید: «دیگه هیچوقت منو به این اسم صدا نزن، وگرنه بهت نشون می‌دم کارهایی می‌تونم بکنم که حتی کریس هم خبر نداره!» و در ماشین، آن مرد به رز می‌گوید: «خیلی شبیهش هستی، می‌دونی؟» رز می‌گوید: «می‌دونم.»

## توسعه
رزیدنت ایول روستا پیش از اعلام آن در ژوئن ۲۰۲۰، حدود سه سال و نیم در حال توسعه بود. به گفته کارگردان موریماسا ساتو، در حالی که هنوز حدود نیم سال از عرضه رزیدنت ایول ۷ باقی مانده بود. کپ‌کام از تیم رزیدنت ایول خواسته بود که توسعهٔ بازی بعدی را در ۸ اوت 2020 آغاز کنند. پیش از انتشار رزیدنت ایول ۷ برای قضاوت دربارهٔ موفقیت آن، تیم توسعه طراحی‌های اولیه در خصوص ریشه‌های اصلی گیم‌پلی ترس و بقا که در رزیدنت ایول ۴ انجام شده بود را حفظ کرد که بازگشتی به فرم رزیدنت ایول ۷ بوده است.
مدت این بازی از ۱۰ تا ۱۳ ساعت است البته که نویسندگان این بازی را در این مدت به پایان رساندند.

## بازخورد
| گردآورنده | امتیاز                                         |
| --------- | ---------------------------------------------- |
| متاکریتیک | PC: ۸۵/۱۰۰ PS4: ۸۵/۱۰۰ PS5: ۸۴/۱۰۰ XSX: ۸۲/۱۰۰ |

| ناشر          | امتیاز |
| ------------- | ------ |
| گیم‌اسپات      | ۹/۱۰   |
| گیمز ریدار+   | [ ۱۹ ] |
| آی‌جی‌ان        | ۸/۱۰   |
| Jeuxvideo.com | ۱۶/۲۰  |

رزیدنت ایول روستا بر اساس بازبینی جمعی وبگاه متاکریتیک، نقدهای «به‌طور کلی مطلوب» را دریافت کرد.

### فروش
رزیدنت ایول روستا در چهار روز نخست عرضهٔ خود بیش از سه میلیون نسخه به فروش رساند و به سومین عنوان پر فروش در سری رزیدنت ایول تبدیل شد و با بازی رزیدنت ایول ۲ در سال ۲۰۱۹ برابری کرد. در همان زمان، کپ‌کام اعلام کرد که این مجموعه از زمان آغاز به کار خود در سال ۱۹۹۶، در مجموع ۱۰۰ میلیون واحد فروخته است.

## ادعای دستبرد فکری
مدتی پس از از عرضه بازی، ریچارد راافورست، کارگردان فیلم، با استناد به شباهت‌های بسیار نزدیک بین صحنه‌ها و موجوداتی که در فیلم او با عنوان ارتش فرانکشتاین و رزیدنت ایول روستا وجود دارد، کپ‌کام را به دستبرد فکری متهم کرد.